# 萬芳
萬芳（台灣話 : Bān-hong，1967年7月6日—）是臺灣女歌手、演員、電台主持人，本名林萬芳，出生於桃園市八德區，私立中國文化大學企業管理學系畢業。以高亢、溫和柔美的歌聲在華語流行音樂佔有一席之地。在整個90年代的華語歌壇出版了許多暢銷唱片。曾主唱過許多電視劇主題曲，為香港電影《新不了情》主唱的同名主題曲《新不了情》至今在台灣KTV仍廣為流傳。是台灣三金（金曲、金鐘、金馬）入圍者之一。

## 經歷
萬芳於桃園縣八德市大成國小與武陵高中時期參加過合唱團，國中參加過國樂班，音樂素養自小培養。就讀文大期間，與同學蘇仁林搭檔吉他伴奏，報名參加木船民歌比賽，演唱「鎖上記憶」奪得優勝，從此展開歌唱生涯，之後加盟滾石唱片，并於1990年發行首張專輯《時間仍然繼續在走》。
1992年，萬芳在年初與年底分別發行《放心》與《真情》兩張專輯，其中《真情》專輯的兩首主打歌《我記得你眼裡的依戀》與《猜心》都是中視八點檔再世情緣主題曲。配合電視劇熱播，《真情》光在台灣就超過50萬張，亞洲更是賣到150萬張左右，萬芳也在此專輯開始邁入暢銷歌手行列。
1993年發行專輯《貼心》，配合主打《試著了解》，在台灣賣出30萬張，亞洲也破百萬張。1994年發行的專輯《斷線》，創造出至今還是KTV的熱門歌曲《新不了情》，台灣賣出超過45萬張，亞洲更是超過150萬張，打破自己的紀錄。
1996年初發行的專輯《割愛》，讓萬芳再一次登上事業巔峰，台灣銷售超過40萬張亞洲賣出超過百萬張。同年底趁勝追擊，發行專輯《就值得了愛》，專輯台灣銷售認證雙白金，超過30萬張。
1999年發行的專輯《不換》，儘管在接近千禧年代唱片開始泡沫化，依舊賣出25萬張。《不換》也是萬芳在淡出歌壇前，後期比較暢銷的專輯。
千禧年後萬芳逐漸降低發片量，轉往電臺廣播界，曾為中廣音樂網的主持人（DJ）之一。除此以外，在舞台劇也有傑出的表現，2000年代以來也多從事戲劇方面的演出，更擔任過舞台劇導演。但她過幾年偶爾還是會發行專輯來回饋歌迷。
2010年10月30、31日，萬芳於臺北國際會議中心舉办出道20年来个人第一场大型售票演唱会《你所不知道的那些夜晚》，好友伍佰担任第二场特别嘉宾（第一場嘉賓為亂彈阿翔）。
2015年3月7日，萬芳再次於臺北國際會議中心舉辦《原來的地方》演唱會，這已是她第三次在此地舉辦個人演唱會。
2018年4月14日，萬芳首次登上台北小巨蛋舉辦《時間仍然繼續在走》演唱會。同年12月8日，首次登上高雄巨蛋舉辦《時間仍然繼續在走》演唱會。
2021年8月21日，萬芳睽違8年推出的專輯《給你們 Dear All》獲得第32屆金曲獎評審團大獎。
2022年11月12日，萬芳終於在台北小巨蛋舉辦因嚴重特殊傳染性肺炎疫情二度延期的《萬芳30你的30，_______你今天有沒有來》出道30週年演唱會。
2023年起，萬芳展開《願陽光照耀Sunshine ON》系列巡迴演唱，各站場次包含7月29日臺東縣政府文化處演藝廳、11月5日高雄市文化中心至德堂、2024年1月5日新北市Zepp New Taipei、3月23日新加坡The Theatre at Mediacorp、5月1日吉隆坡Zepp KL。

## 軼事
2013年梁文音發表「同性戀朋友需要被神恢復」言論後，引發同志族群的不滿；隔年，萬芳在自己主持的中廣節目《i-散步》中播放梁文音的新歌《愛其實很殘忍》，接著說：「愛有時候真的很殘忍，尤其是以愛之名，行恨之實的時候。有時候覺得很殘忍而且很可惡…最後就來聽這首表達支持同志婚姻的作品《Same Love》。」被指是藉歌暗諷梁文音「殘忍、可惡」。
與前桃園市長鄭文燦在八德國中是同屆同學，二人同年同月同日生。八德國中同屆同學還有況明潔。

## 音樂作品
| 錄音室專輯 - 時間仍然繼續在走（1990年2月21日） - 放心（1992年1月21日） - 真情（1992年11月20日） - 貼心（1993年9月7日） - Tea for Two（1994年1月14日） - 斷線（1994年8月30日） - 割愛（1996年1月9日） - 就值得了愛（1996年10月24日） - 左手（1997年7月25日） - 林萬芳歌本1答案（1998年3月26日） - 不換（1999年5月13日） - 這天（2000年11月9日） - 相愛的運氣（2002年12月24日） - 我們不要傷心了（2010年6月25日） - 原來我們都是愛著的（2012年8月24日） - .....那些美麗的相遇（2018年12月28日） - 給你們 Dear All（2020年9月17日） | EP - 收信快樂（2001年12月13日） - 一半。萬芳的小劇場（2015年3月6日） 精選專輯 - 芳心（1994年11月） - 一切如新（1995年3月8日） - One［芳］（2005年1月14日） 影音作品 - 萬芳的房間劇場（2008年） - 你所不知道的那些夜晚（2013年2月1日） - 時間仍然繼續在走演唱會（2021年11月26日） |

### 原聲帶
| 年份   | 歌曲                                    | 備註                                                                           |
| ------ | --------------------------------------- | ------------------------------------------------------------------------------ |
| 1993年 | 不了情                                  | 收錄於《新不了情》電影原聲帶                                                   |
| 1993年 | 新不了情                                | 收錄於《新不了情》電影原聲帶(於1994年《斷線》專輯中再次收錄)                   |
| 1993年 | 給我一個吻                              | 收錄於《新不了情》電影原聲帶                                                   |
| 2002年 | 粉紅色的凸床（feat.陳昇、新寶島康樂隊） | 收錄於《負君千行淚》電視原聲帶                                                 |
| 2010年 | Gloomy Salad Days                       | 收錄於《死神少女》電視原聲帶                                                   |
| 2010年 | 渡                                      | 收錄於《死神少女》電視原聲帶                                                   |
| 2012年 | 一代妖嬌                                | 收錄於《花漾》電影原聲帶                                                       |
| 2012年 | 夢碎花樓                                | 收錄於《花漾》電影原聲帶                                                       |
| 2012年 | 歌妓祭鬼                                | 收錄於《花漾》電影原聲帶                                                       |
| 2012年 | 如同愛一樣的                            | 《台北爸爸紐約媽媽》舞台劇原聲帶(於2012年《原來我們都是愛著的》專輯中再次收錄) |
| 2018年 | 愛上你                                  | 收錄於《誰先愛上他的》電影原聲帶/與李英宏合唱                                  |

### 單曲
| 年份   | 歌曲                   | 備註 |
| ------ | ---------------------- | --- |
| 1995年 | 愛情限時批（伍佰合唱） | 收錄於伍佰《伍佰的live》和萬芳《ONE芳新歌+精選》 |
| 1996年 | 帶著夢飛翔             | 收錄於《星心相印》，亞洲電視劇集《飄零燕》主題曲 |
| 2015年 | 落音                   | 小河《音樂肖像》系列作品 |
| 2018年 | 時間仍然繼續在走       | 收錄於《時間仍然繼續在走2018》 |
| 2018年 | Love yourself          | 電視劇《雙城故事》主題曲 |
| 2019年 | 現在開始做朋友         | 徐佳瑩、艾怡良、彭佳慧、楊乃文、蕭煌奇、伍思凱、黃子佼、陶晶瑩、光良、MATZKA、魏如萱、 柯智棠、HUSH、A-Lin、萬芳、江美琪、紀曉君、戴愛玲、桑布伊 ，第二屆「愛之日常」音樂節主題曲 |
| 2019年 | 先得方（鼓鼓合唱）     | 收錄於鼓鼓《蟲洞》 |
| 2021年 | 2021手牽手             | 田馥甄、吳青峰、李泉、林俊傑、韋禮安、孫盛希、蛋堡(Soft Lipa)、萬芳、瘦子 E.SO、譚維維、蘇慧倫                                                                                    |
| 2021年 | 2021快樂天堂           | 張艾嘉、齊豫、潘越雲、王新蓮、黃韻玲 、劉若英、辛曉琪、萬芳、李心潔、孫燕姿 |
| 2023年 | 五月的人               | 電影《五月雪》歌曲 |
| 2024年 | 我想對你說             | 「願陽光照耀」巡演首唱 |
| 2024年 | 棉被                   | 收錄於邱淑蟬《繭的形狀》 |

### 慈濟歌選
| 年份   | 歌曲                                   | 備註                            |
| ------ | -------------------------------------- | ------------------------------- |
| 1999年 | 親愛的，你這小小身體                   | 收錄於《生命樂章》              |
| 1999年 | 創痛讓我長出翅膀                       | 收錄於《生命樂章》              |
| 1999年 | 因為你有愛                             | 收錄於《生命樂章》              |
| 1999年 | 孤獨的一盞燈                           | 收錄於《生命樂章》              |
| 1999年 | 將愛串起來                             | 收錄於《生命樂章》              |
| 1999年 | 莎喲娜拉，再相見                       | 收錄於《生命樂章》              |
| 2005年 | 把愛找回來                             | 大愛電視劇《把愛找回來》主題曲  |
| 2006年 | 生命的陽光                             | 收錄於《人間有愛(4)－幸福時光》 |
| 2007年 | 在第六對相遇                           | 收錄於《大愛劇場音樂精選(2)》   |
| 2007年 | 大地和風（與殷正洋合唱）               | 收錄於《大地和風單曲音樂CD》    |
| 2008年 | 人間有愛（殷正洋、王柏森、洪瑞襄合唱） | 收錄於《人間有愛2—生命圓舞曲》  |

## 戲劇作品

### 電視劇
| 年份   | 頻道      | 劇名               | 角色       |
| 2004年 | 公共電視  | 《冷鋒過境》       | 小惠       |
| 2005年 | 大愛電視  | 《南門外的月光》   | 素華(成年) |
| 2011年 | 民視/八大 | 《我可能不會愛你》 | 陳淑芬     |
| 2012年 | 台視      | 《罪美麗》         | 秦小芙     |
| 2018年 | 公共電視  | 《雙城故事》       | 千惠       |
| 2021年 | 公共電視  | 《天橋上的魔術師》 | 老師       |
| 待定   |           | 《接招吧！製作人》 |            |

### 迷你劇集／電視電影
| 年份   | 頻道     | 劇名                                   | 角色               |
| 1996年 | 公共電視 | 《尋找蓮花》                           | 宛如               |
| 1998年 | 中視     | 《聽見彩虹的聲音》                     |                    |
| 2002年 | 東風衛視 | 《花香》番外篇                         | 特別客串           |
| 2005年 | 香港電台 | 《少年不識愁滋味︰有一種綠叫做青春綠》 | 林雙如             |
| 2008年 | 公共電視 | 《不愛練習曲》                         | 女孩媽媽           |
| 2008年 | 公共電視 | 《長假》                               | 玫瑰               |
| 2008年 | 公共電視 | 《台北異想-晨之美》                    | 路人甲             |
| 2012年 | 大愛電視 | 《回頭看見愛》                         | 呂燕鳳             |
| 2016年 | 公共電視 | 《滾石愛情故事-新不了情》              | 阿珍客人(特別客串) |

### 電影
| 年份   | 片名                   | 角色     |
| 2005年 | 《戀人》               | 秀秀     |
| 2006年 | 《詭絲》               | 鄭純     |
| 2009年 | 《時光》               |          |
| 2009年 | 《軌道礦車》           |          |
| 2011年 | 《帶一片風景走》       |          |
| 2011年 | 《母親》(短片)         |          |
| 2018年 | 《誰先愛上他的》       | 諮商師   |
| 2021年 | 《我沒有談的那場戀愛》 | 聲音演出 |
| 2023年 | 《五月雪》             | 阿英     |

### 舞台劇

#### 演員作品
| 年份   | 劇團           | 劇名                   | 備註                     |
| 1996年 | 屏風表演班     | 《莎姆雷特》           | 女主角之一，22場         |
| 1998年 | 屏風表演班     | 《徵婚啟事》           | 女主角，25場             |
| 1999年 | 屏風表演班     | 《我妹妹》             | 女主角，29場             |
| 2001年 | 親愛的劇團     | 《收信快樂》           | 女主角，11場（台北公演） |
| 2002年 | 綠光劇團       | 《愛情沸點八度半》     | 女主角，5場              |
| 2002年 | 屏風表演班     | 《北極之光》           | 女主角，20場             |
| 2004年 | 親愛的劇團     | 《收信快樂》           | 女主角，6場（北京公演）  |
| 2004年 | 屏風表演班     | 《西出陽關》           | 女主角，19場             |
| 2006年 | 唐美雲歌仔戲團 | 《梨園天神-桂郎君》    | 茶孃，5場                |
| 2006年 | 屏風表演班     | 《女兒紅》             | 女主角之一， 20場        |
| 2008年 | 外表坊時驗團   | 《收信快樂》           | 10場                     |
| 2008年 | 表演工作坊     | 《寶島一村》           |                          |
| 2012年 | 人力飛行劇團   | 《台北爸爸，紐約媽媽》 |                          |
| 2013年 | 親愛的劇團     | 《收信快樂》           | 16場(台北)、10場(北京)   |
| 2013年 | 表演工作坊     | 《絕不付帳》           |                          |
| 2022年 | 全民大劇團     | 《同學會！同鞋～》     | 音樂劇                   |

#### 導演作品
| 年份   | 劇團       | 劇名         | 備註       |
| 2014年 | 親愛的劇團 | 《聖誕快樂》 | 16場(台北) |

### MV作品
| 年份   | 歌手   | 曲名           | 備註 |
| 2021年 | 郭蘅祈 | 愛在黎明破曉時 |      |

## 主持節目

### 廣播節目
| 年份                     | 頻道                        | 節目       |
| 1997年                   | 台灣/FM92.1飛碟電台         | 多情限時批 |
| 2000年3月~ 2017年4月14日 | 台灣/FM96.3中廣音樂網       | i散步      |
| 2010年3月~ 2015年12月    | 上海/FM101.3                | 動感101    |
| 2011年4月~迄今           | 雲南/FM97雲南音樂台         |            |
| 2013年1月~迄今           | 山東/FM99.1CityFM           |            |
| 2013年1月～2016年1月     | 四川/FM102.6CityFM          |            |
| 2017年8月～2017年10月    | 台灣/FM96.3原住民族廣播電台 | 萬芳愛散步 |

## 獎項紀錄

### 影劇獎項
| 年份 | 典禮類型              | 獎項                     | 作品                   | 結果 |
| ---- | --------------------- | ------------------------ | ---------------------- | ---- |
| 2004 | 第39屆金鐘獎          | 戲劇節目女主角獎         | 《冷鋒過境》           | 獲獎 |
| 2008 | 第8屆新加坡亞洲電視節 | 最佳女主角               | 《長假》               | 提名 |
| 2008 | 第43屆金鐘獎          | 迷你劇集／電視電影女主角 | 《長假》               | 提名 |
| 2008 | 第43屆金鐘獎          | 迷你劇集／電視電影女配角 | 《不愛練習曲》         | 獲獎 |
| 2023 | 第60屆金馬獎          | 最佳原創電影歌曲         | 〈五月的人〉《五月雪》 | 提名 |
| 2023 | 第60屆金馬獎          | 最佳女配角               | 《五月雪》             | 提名 |
| 2024 | 第17屆亞洲電影大獎    | 最佳女配角               | 《五月雪》             | 提名 |

### 音樂獎項
| 年份 | 典禮類型             | 獎項             | 作品                      | 結果 |
| ---- | -------------------- | ---------------- | ------------------------- | ---- |
| 1994 | 第13屆香港電影金像獎 | 最佳原創電影歌曲 | 〈新不了情〉              | 提名 |
| 2011 | 第22屆金曲獎         | 最佳國語女歌手   | 《我們不要傷心了》        | 提名 |
| 2011 | 第22屆金曲獎         | 最佳作詞人       | 姚若龍〈她往月亮走〉      | 提名 |
| 2013 | 第24屆金曲獎         | 最佳作詞人       | 黎煥雄〈阿茲海默〉        | 提名 |
| 2016 | 第27屆金曲獎         | 最佳單曲製作人   | 陳建騏〈練習失去〉        | 提名 |
| 2021 | 第32屆金曲獎         | 年度專輯獎       | 《給你們 Dear All》       | 提名 |
| 2021 | 第32屆金曲獎         | 評審團獎         | 《給你們 Dear All》       | 獲獎 |
| 2021 | 第32屆金曲獎         | 最佳華語專輯     | 《給你們 Dear All》       | 提名 |
| 2021 | 第32屆金曲獎         | 最佳華語女歌手   | 《給你們 Dear All》       | 提名 |
| 2021 | 第32屆金曲獎         | 年度歌曲獎       | 〈阿峰今天沒有來〉        | 提名 |
| 2021 | 第32屆金曲獎         | 最佳作詞人       | 黃婷〈阿峰今天沒有來〉    | 提名 |
| 2021 | 第32屆金曲獎         | 最佳專輯製作人   | 黃韻玲《給你們 Dear All》 | 提名 |
| 2021 | 第32屆金曲獎         | 最佳編曲人       | 黃少雍〈好風景〉          | 提名 |

### 中華音樂人交流協會
| 年份   | 頒獎典禮           | 獎項             | 作品                   | 結果 |
| ------ | ------------------ | ---------------- | ---------------------- | ---- |
| 2003年 | 中華音樂人交流協會 | 2002年度十大單曲 | 〈自己照顧自己〉       | 獲獎 |
| 2013年 | 中華音樂人交流協會 | 2012年度十大專輯 | 《原來我們都是愛著的》 | 獲獎 |
| 2013年 | 中華音樂人交流協會 | 2012年度十大單曲 | 〈阿茲海默〉           | 獲獎 |
| 2021年 | 中華音樂人交流協會 | 2020年度十大專輯 | 《給你們 Dear All》    | 獲獎 |
| 2021年 | 中華音樂人交流協會 | 2020年度十大單曲 | 〈時間梯〉             | 獲獎 |

### Freshmusic Awards
| 年份 | 頒獎典禮 | 獎項         | 作品                 | 結果 |
| ---- | -------- | ------------ | -------------------- | ---- |
| 2013 | 第7屆    | 最佳女演唱人 | 原來我們都是愛著的   | 獲獎 |
| 2016 | 第9屆    | 年度EP       | 一半。萬芳的小劇場。 | 獲獎 |
| 2016 | 第9屆    | 年度十大單曲 | 〈誰〉（feat.蓓麗）  | 獲獎 |
| 2021 | 第14屆   | 年度專輯     | 《給你們 Dear All》  | 獲獎 |
| 2021 | 第14屆   | 年度十大專輯 | 《給你們 Dear All》  | 獲獎 |
| 2021 | 第14屆   | 最佳女演唱人 | 《給你們 Dear All》  | 獲獎 |
| 2021 | 第14屆   | 年度金曲     | 〈阿峰今天沒有來〉   | 獲獎 |
| 2021 | 第14屆   | 年度十大單曲 | 〈阿峰今天沒有來〉   | 獲獎 |

### PlayMusic Awards
| 年份 | 屆次                   | 專輯                | 獎項       | 入圍               | 結果 |
| ---- | ---------------------- | ------------------- | ---------- | ------------------ | ---- |
| 2021 | 第1屆 PlayMusic Awards | 《給你們 Dear All》 | 年度專輯獎 | 〈阿峰今天沒有來〉 | 獲獎 |